# العيلفون
العيلفون غيرها من القرى والمدن عبر التاريخ النسيج الاجتماعي الذي تمخض عنه السودان الحديث، بالرغم من أن معظم هذا التاريخ الثري مجهول لدى العامة، ويكاد النذر اليسير الذي وصلنا منه عن طريق الكتابات القلائل المتوارثة قد خضع للتحريف والتدجيل وغلبت عليه العواطف والنزعات الشخصية. وهذا يجعله يحتاج للمراجعة والتدقيق سواء عبر الاستعانة بالمراجع الأجنبية أو الثقافات المحفوظة في الذاكرة والمتداولة من السلف إلى الخلف، أو إلى كتب الذين كتبوا بنظرة محايدة أقرب ما للحقيقة. ولكن فقط تحتاج لمن يعيد ترجمتها وتدقيق معلوماتها وإخراجها بصورة جديدة.
إذن التراث الإنساني السوداني حافل بتاريخ المدن؛ أصلها، جذورها، نسيجها، تشكلها، وحجم الدور الذي لعبته في حراك الأحداث وصياغة التاريخ. وبالطبع يتفاوت هذا كمّاً وحجماً من منطقة لأخرى. ومظاهر الاحتفاء والعشق للوطن الصغير هي بالطبع امتداد طبيعي لحب الوطن الكبير. وفي هذا الإطار قد يجوز للمرء أن يفتخر بوطنه ويعدد مآثره وفضائله ولكن دونما تدليس أو تزوير للتاريخ والحقائق.
صفحات زاهيات من تاريخ مدينة عريقة تزين أضابير الكتب ودور الوثائق ومتاحف التاريخ، عزيزة بعزة أبنائها وشامخة بشموخ رجالها وعنيدة بصلابة مواقفها. أحداث موثقة وأخرى واضحة للعيان لا يزال الكثير منها حياً يعيش ويمشي بين الناس، ليست سرداً تاريخياً فجاً ولا متعاطفاً كالذي نجده في عدد من كتب مؤرخينا السودانيين، ولكنه بعض حقائق نكتبها على استحياء، نتجاوز فيها على عجل حاجز الزمان والمكان ونطرق فيه برفق على ما ظل حبيس صدور الرجال وداخل الجدران والغرف المغلقة. نمتطي سفينة الزمن ونعبر الفيافي والصحاري والغابات والأنهار والبحار ونطوي القرون ونحط رحلنا عند مشارف الخرطوم. مدينة جميلة لا تشبه المدن، ونسيج اجتماعي يبدو وكأنه أنموذج لا بل حلم تحقق لسودان التلاقح والتمازج والانصهار، وحاضر زاخر بالمجد والرسوخ تَشَكلَ عبر القرون وإنداحت بركاته وفيضه الطيب فطال كل القُطر (أدباً وفناً وسياسةً وعلماً) فكان أهلها رواداً وحداةَ ركبٍ ملأوا الدنيا وشغلوا الناس.
الاسم ورواياته:
هناك عدة روايات لتسميتها بهذا الاسم:
الرواية الأولى: كما جاء في العديد من مراجع الفرنجة والعرب وكما هو معروف بأن العيلفون قبل مجيء الشيخ إدريس بن محمد الأرباب إليها كانت مقاطعة تابعة لمملكة علوة المسيحية والتي اتخذت من سوبا شرق «الحالية» عاصمةً لها (قبل سقوطها في العام 1505م)، وكان يسكنها بطبيعة الحال قوم يقال لهم (العنج) وهم وزراء الفونج الذين اختلف المؤرخون في تحديد أصولهم وبطونهم، وكان يقطنها أيضاً عددٌ من القبائل نذكر منها (السالماب) الذين اختلفت الروايات حول أصولهم، وتضيق المساحة هنا عن الاستفاضة، ولكن المهم في الأمر أنه لا يزال أحفادهم يقطنون العيلفون بحي (الدويخلة)، وأغلب الظن أنهم إنصهروا في مجتمع العيلفون الكبير حالهم في ذلك حال كثير من القبائل والأعراق الأخرى. والعيلفون بحكم متاخمتها لمنطقة لسوبا عاصمة علوة كان يطلق عليها (عيل الفونج) والعيل بلغة الفونج تعني العبيد أو الرقيق، والكلمة المكونة من مقطعين (عيل + فونج) تحورت بمرور الزمن لكلمة (العيلفون) حالها في ذلك حال كثير من المدن السودانية التي تحورت أسماؤها من الاسم الأصلي إلى أسماء أخرى مثل أم ضواً بان من أم ضبان – وعطبرة من أتبره والخرطوم من الخرتوم.
وهنالك رواية أخرى تشير إلى أن الاسم تحور من (عائلة الفونج) إلى العيلفون وهي رواية ضعيفة تستبعدها الفطرة السليمة ومنهج البحث العملي التحليلي الذي تفتقده أقلام كثير من كتابنا الذين ما فتئ الكثير منهم ينقلون نقلاً ميكانيكاً مباشراً من بعضهم البعض وبأسلوب مخلٍ تنقصه كثير من الموضوعية والصدق. فهي رواية ضعيفة باعتبار أن كلمة (العائلة) بالرغم من عربيتها إلا أن مثل هذه الكلمات كانت غير مطروقة باعتبار أن المنطقة في ذلك الوقت كانت ذات مسحة زنجية. 
الموقع:
تقع مدينة العيلفون على الضفة الشرقية للنيل الأزرق في اتجاه مصبه على مساحة تقدر بـ12 كيلومتر مربع، وموضعها عند خط عرض 25، 14 شمالاً وخط طول 25، 32 شرقاً على ارتفاع 1302 قدماً فوق سطح البحر، تحدها شمالاً قرية سوبا شرق التي قامت على أنقاض سوبا القديمة عاصمة مملكة علوة المسيحية التي تبعد عن العيلفون بنحو 6 كليومترات، وجنوباً يحدها معسكر تدريب سلاح المهندسين على شاطئ النيل الأزرق وقرية الحديبة وشرقاً قرى الفادنية وأم ضواً بان والسمرة والكرنوس وغرباً النيل الأزرق في محاذاة قرى سوبا غرب ومنطقة بتري. وتبعد العيلفون عن وسط الخرطوم بنحو 30 كلم ويسغرق المشوار عى طريق الأسفلت أقل من نصف الساعة تقريباً.
• السكان والنسيج القبلي في العيلفون:
يقدر عدد سكان العيلفون بحوالي 25 ألف نسمة ويتشكل النسيج القبلي فيها من قبائل المحس (أحفاد الشيخ إدريس بن محمد الأرباب)، الجعليين، المسلمية، الشايقية، العبدلاب، الدناقلة، الكواهلة، العسيلات وغيرها من القبائل التي تصاهرت عبر مئات السنين، وبظروف ديموغرافية يندر أن تجد مثلها في جميع المناطق والمدن السودانية الأخرى. فأنتجت واقعاً اجتماعياً وقبلياً جديداً يمكن أن نطلق عليه (قبيلة العيلفون). وهذه الحقيقة ربما تعيد بعض الصواب لأهلنا في تجمع المحس والسكٌوت الذين نشطوا في الفترة الماضية، وبعد أكثر من خمسمائة عام وحاولوا تمزيق أحشاء النسيج العيلفوني الجميل بحثاً عن أرض الأجداد.. وتكريم أبناء المحس والسكٌوت المتفوقين في امتحان الشهادة السودانية من أبناء العيلفون في النادي النوبي في خطوة ربما تشتم فيها رائحة الإثنية البغيضة وربما تفتح جرحاً نازفاً جديداً في النسيج القبلي الشمالي المتماسك أصلاً. لتُقبل بوجهها القبيح جنباًً إلى جنب مع أزمة دارفور وجهوية الشرق وإفريقية الجنوب وجبال النوبة؛ فحذارِ!!.
يعمل غالب السكان في الزراعة والتجارة وترتبط أنشطتهم الاقتصادية ارتباطاً وثيقاً بعاصمة البلاد (الخرطوم) حيث يقدر عدد موظفيها العاملين في دواوين الدولة المختلفة ويتبوؤن مختلف الوظائف من الوزير إلى الخفير بنحو ألف وخمسمائة يذهبون في الصباح الباكر عبر الحافلات أو بسياراتهم الخاصة عبر طريق الإسفلت ويعودون إليها عقب نهاية الدوام وقليل منهم يعودون في آخر الأسبوع حيث تقتضي ظروف عملهم وسكنهم البقاء هناك حتى عطلة نهاية الأسبوع. وفي هذا الإطار، فقد قال أحد المتعصبين للمدينة: «إذا غاب أهل العيلفون عن الخرطوم أو حبسهم حابس لتوقفت دواوين الحكومة ومصارفها وقاعات جامعاتها» كناية عن أن أهل العيلفون يشكلون جانباً مهماً من الحياة الخرطومية.
• نشأة وتطور التعليم في العيلفون:
التعليم النظامي في السودان بدأ على خلفية التعليم الديني وذلك بدخول الطرق الصوفية للسودان في القرن السادس عشر الميلادي، حيث بدأ شيوخ الطرق الصوفية في تأسيس ما عُرف بخلاوى الدعوة وبدأ يفد إليهم الناس من الأصقاع المختلفة طلباً للعلم والمعرفة إذ إقتصر التعليم فيها على حفظ القرآن أو أجزاء منه، ومن ثم تعليم القراءة والكتابة وقليل من الفقه.
وفي العيلفون تعود نشأة الخلاوي بدخول الشيخ إدريس بن محمد الأرباب إليها في القرن السادس عشر الميلادي حيث كانت بداية بؤرة الإشعاع المعرفي التي عمت المنطقة فتفرعت عدة خلاوي في المنطقة وخارجها قام عليها أبناؤه وأحفاده وتلاميذه (حيرانه) واستمرت خلوته من بعد وفاته وتعاقب عليها أبناؤه وأحفاده ليقوموا بنفس الدور في الدعوة والذكر وتحفيظ القرآن. ولعل العيلفون قد اكتسبت ألقها وشهرتها بعد قدوم هذا الشيخ القُطب إليها وبعد أن أقطعه ملوك الفونج أرض العيلفون الحالية كقائد روحي لمملكتهم الوليدة ولقٌبه بـ (سلطان الأولياء) مما يدل على مكانته الصوفية الرفيعة، إذ تعدى دوره الديني ليلعب دوراً سياسياً خطيراً في السلطنة الزرقاء حيث أوكلت إليه مهمة الشفاعة لدى المسجونين والمحرومين ولُقِب من أجل ذلك ب (عتّاق الرقاب)، كما حاز أيضاً على وسام الشيخ علي الأجهوري، شيخ الأزهر الشريف، بفتواه الجامعة في تحريم التبغ أو ما يعرف بالتمباك. والشيخ إدريس بن محمد الأرباب كتاب مفتوح تعج به صفحات التاريخ.
وبما أن طبيعة المقال تقتضي عدم الإطالة فسنفرد له حلقة كاملة في سلسلة مقالاتنا هذه لتبقى الحقيقة الماثلة بأن العيلفون قد استمدت شهرتها من قدومه الميمون، حيث إحتوى الجميع بثوبه الطاهر وصهرهم بورعه وحكمته ووقاره، وكان هذا النسيج العيلفوني الأخاذ ليتوارث أحفاده الخلافة حتى بلغ عددهم أربعة عشر حتى يومنا هذا، حيث يقوم مقامه اليوم ويُعمِر مسيده وخلاواه الخليفة الرابع عشر الخليفة علي الخليفة بركات الذي نال أرفع الشهادات في مجال التعاون، وابن شقيقه الخليفة الصديق محمد الخليفة بركات:
فهم أهل فضل في الدنا وأصالة
فالخير منهم والعلا والسؤدد
ولكن بعد أن توسعت العيلفون وبدأت تتحرر نسبياً من سيطرة المركز نعني بها خلوة الشيخ إدريس الأرباب ومسيده العامر بالقرآن والذكر وبعد ثلاثة قرون تقريباً من وفاة الشيخ إدريس بن محمد الأرباب وما تبعها من تداعيات وأحداث نشأت عدة خلاوي في العيلفون ظلت تلعب دوراً كبيراً في تحفيظ القرآن وتدريس علوم الفقه والحديث، كما ظل بعض منها يلعب أدواراً مقدرة في إعداد التلاميذ إلى مرحلة التعليم النظامي في سنواتها اللاحقة، قبل أن تتقلص مهامها وتقتصر مهمتها على تعليم القرآن وتحفيظه وإرسال تلاميذها إلى الجهات المتخصصة في القرآن دون المرور بمرحلة التعليم النظامي وذلك في مطلع الألفية الثانية.
ومما يجدر ذكره أن خلاوي العيلفون التاريخية التي أعقبت فترة الشيخ إدريس بن محمد الأرباب بقرون لاحقة جاءت نشأتها في تاريخ متقارب من بعضها البعض، ومن أشهر هذه الخلاوي التي سنعطيها قدراً من الاهتمام دون غيرها من الخلاوي التي أُسست حديثاً في العيلفون وقام عليها نفرٌ كريم من أهل المنطقة، خلوة الشيخ المقابلي، خلوة الفكي رملي، خلوة الفكي أحمد ود خوجلي، خلوة الشيخ أحمد محمد ود الإزيرق، وخلوة الشيخ الطيب المقابلي.
الشيخ المقابلي (1811م-1904م) الذي تكمن عظمته ورسوخه بأنه استطاع بعلمه وزهده أن يوجد له مكاناً مرموقاً مع الكبار والخالدين فزامل الشيخ العِبيد ود بدر، مؤسس أم ضواً بان ومسيدها العامر الذي يمثل اليوم بؤرة إشعاع ديني في شرق النيل، كما حظي الشيخ محمد المقابلي بمكانة رفيعة وسط أهل التصوف والمريدين، وهذا ما إنعكس من خلال الشعر الرصين الذي قيل في تأبينه وفقده الجلل الذي عم أهل العلم والعلماء وهذه بعض أبيات المرثية التي قالها شاعر العيلفون الشريف بركات بن الشريف عبد القادر في حق الشيخ الورع محمد المقابلي:
ذاك (المقابلي): شامـخ العــز الذي دنت له كل الأعاجم والعـــرب
توفي الشيخ محمد المقابلي بالعيلفون في العام 1904 بعد عمر ناهز ثلاثة وتسعين عاماً، وخلفه ابنه الأكبر العالم أحمد الذي رباه على منهجه حتى صار علماً يُقتدى به وألف كتاباً قيماً أسماه (باب التوصل لحقيقة التوكل) أثنى عليه الشيخ أبو القاسم هاشم، شيخ علماء السودان، والشيخ الدكتور حسن الفاتح قريب الله، شيخ الطريقة السمانية، والبروفيسور أحمد علي الإمام. ثم حمل أحفاده لواء القرآن وأسسوا الخلاوى وأشعلوا نار القرآن وعلومه منهم الشيخ الورع الطيب وخليفته الحالي أحمد محمد بلال. وشهد عهد الخليفة الحالي عبد الله خليفة الشيخ المقابلي الذي تولى الخلافة عن والده الخليفة أحمد شيخ العلامة في العام 1997م توسعاً في المسيد وحركة دؤوبة وأشعلت نار القرآن وجاءها المريدون وطالبو العلم من كل حدب فنالوا مبتغاهم من فيض عالمنا وشيخنا القطب المقابلي ومن أحفاده الغُر الميامين.
خلوة الشيخ محمد إدريس الإزيرق أحد أحفاد الشيخ إدريس ود الأرباب من جهة أمه تأسست خلوته عند مطلع القرن قبل الماضي وبلغت الخلوة ألقها في عهد الشيخ إدريس محمد إدريس الذي لقب بـ (الغرقان) ولا تزال الخلوة تؤدي دورها يتوارثها الأبناء إلى عهد الشيخ يوسف. ولعبت خلوة الفكي رملي دوراً كبيراً في إحياء علوم الدين وتحفيظ القرآن لأبناء العيلفون. هذه المكانة جعلت من الفكي رملي هرماً من أهرامات العيلفون السامقة، وقد لقي ربه شهيداً داخل خلوته في واقعة العيلفون وقبيل معركة الجردة في العام (1884)م.
أما التعليم النظامي في العليفون فقد أطلق شرارته الأولى الشيخ بابكر بدري على النحو الذي جاء في كتابه (حياتي) وذلك في العام 1921م وهو العام الذي زار فيه الشيخ بابكر بدري العيلفون وعرض عليهم إنشاء مدرسة (الكتاب) ثم تمت الموافقة بعد أن لاقى بعض الاعتراض من أعيان المنطقة، وهذا خلاف ما هو مدون في (لوح) مدرسة عبد الرحمن بخيت النموذجية للأساس 1917، إذ لا يوجد من الأدلة والبراهين ما يؤكد هذا التاريخ وإضافة أربعة أعوام لتاريخ لا نملكه فيه تزوير للتاريخ. إذ الفضل يرجع من بعد الله في تأسيس أول كتاب بالعيلفون إلى هذا الشيخ الذي عرف عنه بأنه رائد لتعليم المرأة النظامي في السودان، ولكن نزيد عليه فنقول بأنه كان رائداً لكل التعليم النظامي في السودان بشقيه بنين وبنات وقصة كتاب العيلفون تؤكد ذلك.
أما الشيخ صديق عبد الوهاب فكان أول مدير للمدرسة وهو من مواطني الهلالية وعاش في بالعيلفون مع الخليفة بركات في ودٍ وحميمية انتهت بزواجه من أسرة الخليفة بركات ثم أُختير لاحقاً لمدرسة (نواب المآمير) التي كانت تُخرج إداريين في ذلك الوقت.
إذن فأول مدرس عمل بالتعليم النظامي في العيلفون هو الخليفة بركات ثم عمل معه لاحقاً الشيخ خالد مضوي والشيخ الطيب إدريس والشيخ يوسف حامد والشيخ شيخ إدريس الحبر الذي يعتبر هرماً من أهرامات السودان التعليمية فهو أول معلم من أهل العيلفون احترف مهنته التدريس في العام 1914، وقد قام بتدريس كَريمات الشيخ بابكر بدري بأم درمان في ذات العام.
والحديث عن بداية التعليم النظامي بالعيلفون يقودنا للحديث عن الفقيه بلال المقابلي والشيخ حامد الفكي والخليفة أحمد الذين رحبوا بالفكرة وقدموا التسهيلات اللازمة للشيخ بابكر بدري لافتتاح المدرسة والدعوة هنا موجهة لباحثي العيلفون بالتحرك السريع للتأكد من توثيق تاريخ التعليم النظامي بالعيلفون.
من مقالات الكاتب صباحي.

## سبب التسمية
- اسمها التاريخي العيلة فونج [1] وهو من مقطعين، عيلة تعني عبيد، والفونج تعود إلى مملكة الفونج.
- أما مرجعية لغة البجا، تقول أن الكلمة تتكون من مقطعين (إيلا)، (وفون) المقطع الأول من الاسم، يعني الأبيض ولكن ليس خالص البياض والمقطع الثاني من الاسم فون تعنى فونج عند البجا وذلك لأن حرف العين غير موجود في لغة البجا ليصيرالإسم يعبر عن الفونج البيض مما يعنى أن هناك فونج سود، وقد يكون ذلك تميزاً بين العبدلاب وماتعارف على تسميتهم بالفونج من سلالة عمارة دنقس

## معالم المدينة
من أشهر معالمها قُبة الشيخ إدريس بن محمد الأرباب  وقُبة الشيخ المقابلي  ومسيده المشهور والذي يعد الثاني بالمنطقة

## سكان المدينة
يقطن العيلفون عدة قبائل منهم: المحس وهم أصل المدينة بالإضافة للجعليين والدناقلة والشايقية.

## التعليم
التعليم قديم في المدينة واشتهرت بالتعليم وكان قدوم الشيخ إدريس ود الأرباب عظيم الأثر في نشر التعليم الديني.
انتشرت الخلاوى والمدارس بالعون الذاتي والتي ساعدت في نشر التعليم والثقافة بمساعدات ذاتيه من أهالي المنطقة وذلك لصعوبة التنقل والتعليم بالعاصمة، في النصف الأول من القرن الماضي. حدثت طفره تعليميه بفترة وجيزه وقامت بعض المدارس الحكومية وعرفت (بالكُتَّاب) ثم أعقبتها المدارس الأوليه ثم المدارس الابتدائية والوسطى ثم الثانوية.

## الرياضة
يوجد بالمدينة أندية رياضية مشهورة، مثل هلال العيلفون • مريخ العيلفون • أهلي العيلفون • الوفاق • موردة العيلفون.

## التصوف بالمدينة
أشهر الجماعات الصوفية هي القادرية واسعة الانتشار بالمنطقة ويمثلها الشيخ إدريس بن محمد الأرباب والطريقة السمانية ويمثلها الشيخ محمد ود الإزيرق والشيخ إدريس (الغرقان) الجبلابي بمنطقة أُم قِحِف جنوب العيلفون. تعتبر مدينة العيلفون من أقدم المدن وأشهرها بالمنطقة وحظيت المدينة بالتعليم منذ فترة ليست بالقليلة والنزعة الدينية واشتهرت بخلاوي تحفيظ القرآن.

## صور من المنطقة

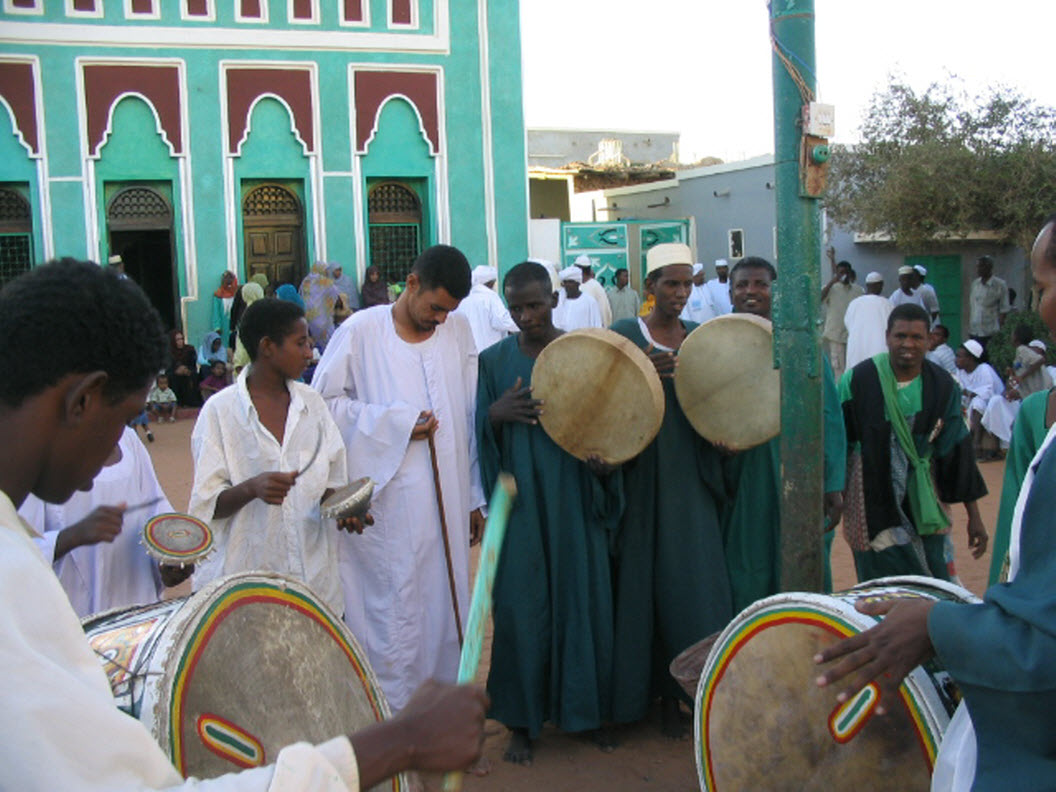
المداح والمنشدون الدينيون وضاربي الدفوف والنوبة في باحة المسيد
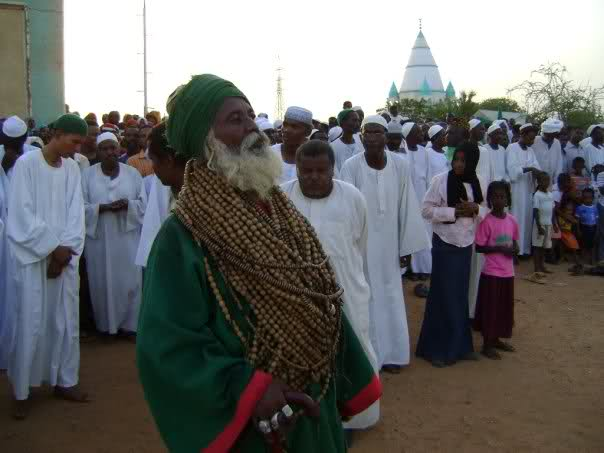
ساحة المسيد ويظهر فيها أحد الشيوخ بمسبحته الالفية(ذات الألف حبة)
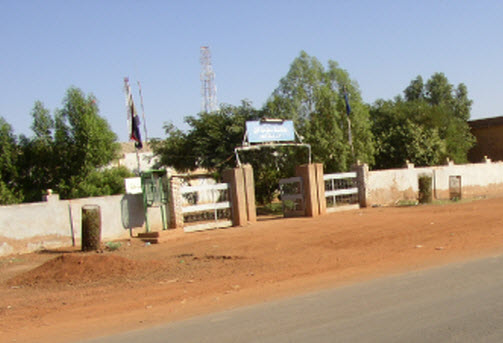
قسم شرطة العيلفون
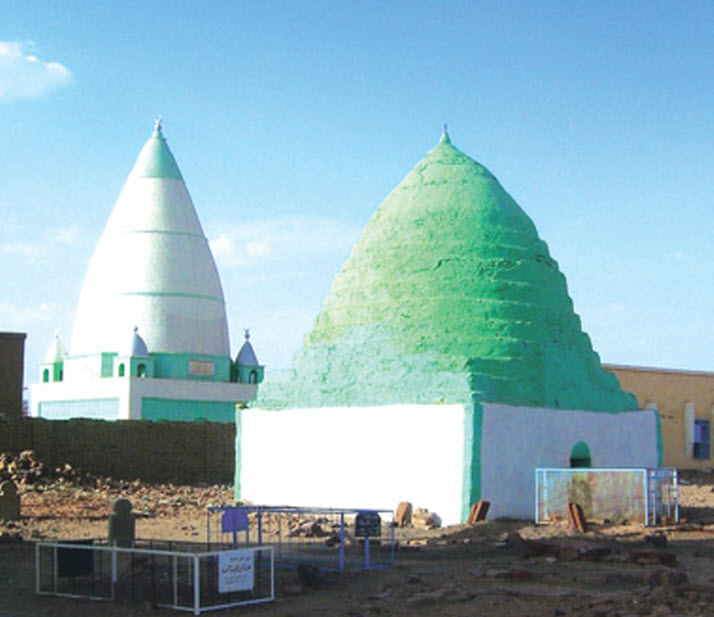
قبة الشيخ المقابلي
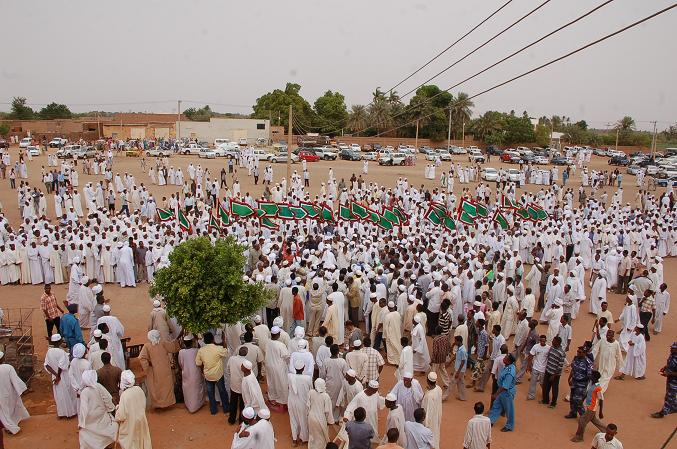
مشهد لمظاهرة حاشدة في العيلفون شاركت فيها الطرق الصوفية عام 2011

## أعلام ومشاهير العيلفون
من أهم الشخصيات حالياً من رجال الدين والمال والسياسة
- بدر الدين الخليفة بركات وهو خطيب مسجد الشيخ إدريس بن محمد الأرباب
- الباشمهندس أسامة محمد بخيت.
- الأستاذ أحمد محمد أحمد سالم الشهير ب أحمد بلة ود أبيض يخطط للعودة للوطن بعد غياب دام أكثر من 25 سنة في أمريكا ثم هولندا

| - بروفيسور محمد الحسن صبير - أ. حسن يوسف حامد - أ. عبد الرحمن بخيت محمد - أ. الشيخ إدريس الحبر - أ. الشيخ إدريس الخليفة - أ. عبد القادر أحمد عبد القادر - أ. الحبر الطيب ادريس - أ. علي عمر حامد - أ. عائد سالم - أ. الطيب حسن الشيخ - مبارك عبد الرحيم صباحي - أميرة الحبر إدريس - حاكم نصر - محمد عثمان عبد الرحمن - مبارك عبد الرحيم صباحي - مبارك حسن بركات - محمد ود طه - مرتضى على السراج - عز الدين الحاج - خلف الله أحمد دفع الله الدخيرة - العبد محمد سليمان - علي سليمان - معتز صباحي - محمد خالد ود الحاج - حيدر الحاج - حمودة كمال - ياسر السر - أحمد المبارك (عازف كمان) - أسامة أحمد المبارك (عازف كمان) - الزين أحمد المبارك - (عازف أكورديون) - إبراهيم حيدر المقابلي - محمد العوض الصائغ الشهير ب ود العوض - الشيخ إدريس بركات - صلاح العيلفون - أسامة بريش - ياسر حسن يوسف - عبد الكريم كجول - عبد المجيد عبد الصمد - فتاح الشيخ إدريس - أبو بكر خالد - إسحق أحمد فضل الله - إبراهيم علي الجعلي - الفاتح الزين - عثمان خالد مضوي - محمد ود الرضي. - أحمد محمد الشيخ الجاغريو - مرتضى عبد الرحيم صباحي - الشيخ إدريس ود الأرباب - الشيخ مضوي - الشيخ فارس الكتاب. - بروفيسور مأمون يوسف حامد - بروفيسور عبد الله أحمد دفع الله الدخيرة - برفيسور صلاح حسن محمد النور سوار الذهب - عقيل النور سوار الذهب - مستر سليمان حسين - سعد عبد الرحيم صباحي الأمين - صلاح أحمد محمد علي الحاج - البروفسور/ علي بابكر علي حبور - بدر الدين عبد الرحمن السر - الأمين محمد صباحي الأمين - محمد حسن الجيلي - زهير مأمون يوسف حامد - معتز مأمون يوسف حامد - مهند مأمون يوسف حامد - اللواء عثمان يوسف حاج علي - بروفيسور بابكر الشيخ إدريس الحبر - السيد محمد السيد - محمد مضوي خوجلي - عز الدين عثمان بابكر - الطاهر محمد صباحي الأمين - الأميرلاي إبراهيم النور سوار الذهب - اللواء بركات محمد بركات العمدة - اللواء (بحري) مهندس بحري عمر حسن أحمد - اللواء بابكر حنين - اللواء مهندس عبد الحليم عركي أحمد يوسف - اللواء عبد الغني عبد الله حامد - اللواء مأمون حسن النور سوار الذهب - العميد محمد أحمد بخيت - العقيد محمد علي صبير - الفريق أول عبد العظيم صديق محمد عنان - اللواء عبد الحليم عركي - اللواء صديق عثمان حمدنالله - الطيب أحمد عثمان النص - الصادق حسن النور سوار الذهب - الهادي حسن الفاضل - محمد مضوي شيخ إدريس - أ. إبراهيم محمد إبراهيم - الطيب العطا الطيب |